# Jaú do Tocantins
Jaú do Tocantins – miasto i gmina w Brazylii, w stanie Tocantins. Znajduje się w mezoregionie Ocidental do Tocantins i mikroregionie Gurupi.